# Benedetto da Rovezzano

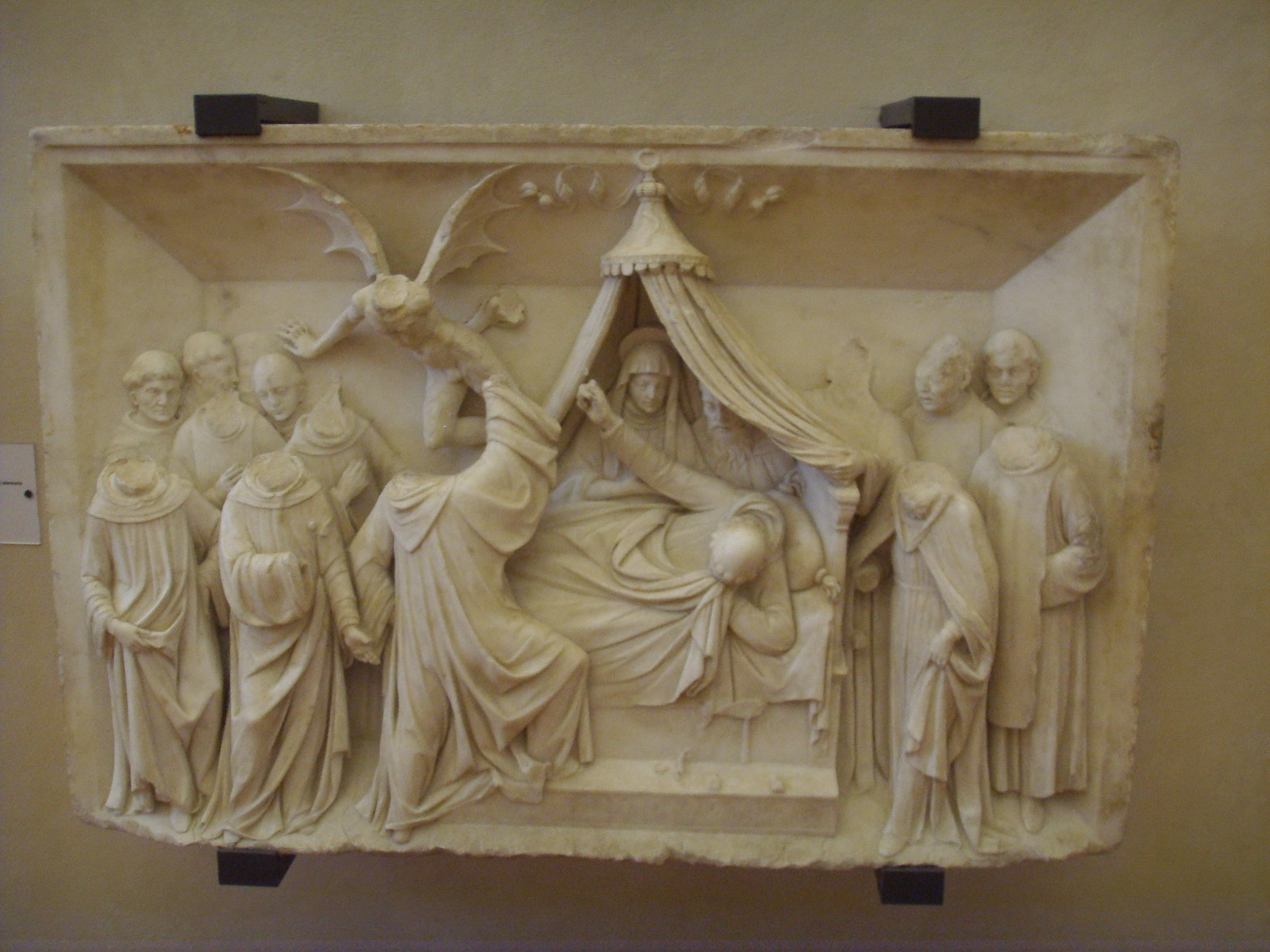
Panell del sarcòfag de Sant Joan Gualbert. Museu de San Salvi, Florència.

Benedetto Grazzini, més conegut com a Benedetto da Rovezzano (Pistoia, 1474 - c. 1552) va ser un arquitecte i escultor italià del Renaixement, actiu principalment a Florència. Va adoptar el sobrenom de Rovezzano pel barri de Forència on vivia.
Entre les seues obres cal destacar:
- Capella Pandolfini i claustre de la Badia Fiorentina.
- Restes del monument a sant Joan Gualbert i una xemeneia, actualment al Museu del Bargello.
- Portal de l'església dels Sants Apòstols.
- Cenotafi de marbre de Pier Soderini, església del Carmine.
- Tabernacle de sant Joan Evangelista, Santa Maria del Fiore.
- Tres baixos relleus a l'església de San Salvi.

El papa Lleó X va enviar dotze medallons de terracota de Rovezzano al Cardenal Wolsey. El mateix Rovezzano va viatjar a Anglaterra l'any 1524. Wolsey li va encarregar la seua tomba, i tot i que el cardenal va caure en desgràcia abans de la seua conclusió, el rei Enric VIII va ordenar-ne la finalització. El rei Carles I va plantejar-se ser-hi enterrat, però va romandre buida fins que va ser utilitzada per a enterrar-hi Horatio Nelson.